# Белозеровка (Красноярский край)
Белозеровка — деревня в Шушенском районе Красноярского края. Входит в состав Субботинского сельсовета.

## География
Расположена на берегах реки Орловки. Абсолютная высота — 427 метров над уровнем моря.
Климат
Климат характеризуется как резко континентальный, с продолжительной морозной зимой и коротким тёплым летом. Средняя температура воздуха самого тёплого месяца (июля) составляет 20 °C; самого холодного (января) — −20 °C. Среднегодовое количество атмосферных осадков составляет 500 мм. Безморозный период в среднем длится 115 дней.

## Население
| 2010 |
| ---- |
| 123  |

Половой состав
По данным Всероссийской переписи населения 2010 года в гендерной структуре населения мужчины составляли 52 %, женщины — соответственно 48 %.
Национальный состав
Согласно результатам переписи 2002 года, в национальной структуре населения русские составляли 91 % из 153 чел.